# Rezistență electrică

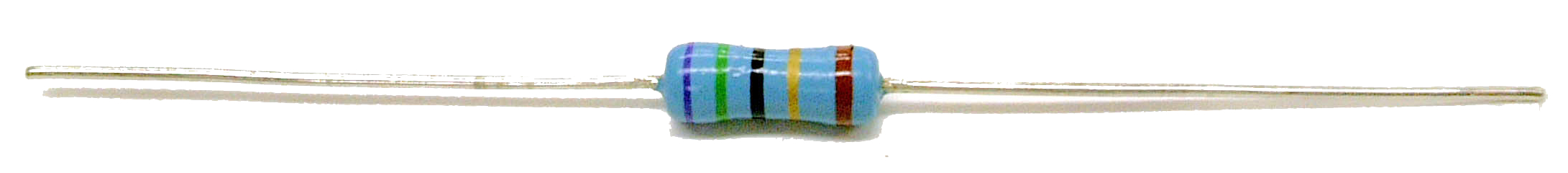
Un rezistor de 75 ohmi. Rezistența sa poate fi identificată prin codul culorilor.

Rezistența electrică este o mărime fizică prin care se exprimă proprietatea unui conductor electric de a se opune trecerii prin el a curentului electric. În electrotehnică, ea determină  valoarea tensiunii necesare pentru ca un curent electric de valoare dată să treacă printr-un circuit (conductor) electric dat. Unitatea de măsură a rezistenței electrice, în SI, este ohm-ul, notat cu Ω. Este o noțiune introdusă de Georg Simon Ohm în 1825.
Pentru un conductor omogen, valoarea rezistenței este:
{\displaystyle R=\rho \cdot {\frac {l}{S}}}
unde:
- ρ este rezistivitatea materialului din care este făcut conductorul, măsurată în ohm · metru;
- l este lungimea conductorului, măsurată în metri;
- S este secțiunea transversală a conductorului, măsurată în metri pătrați;

Într-un circuit electric simplu (ochi), valoarea rezistenței lui se poate calcula cu ajutorul legii lui Ohm, fiind egală cu raportul dintre tensiunea U aplicată la bornele circuitului și intensitatea I a curentului care circulă prin circuit.
{\displaystyle R={\frac {U}{I}}}
Inversa acestei mărimi este conductanța electrică. 
Unele conductoare nu opun rezistență trecerii curentului. Acestea sunt în starea de supraconductori, de obicei la temperaturi scăzute.

## Variația rezistenței electrice în funcție de temperatură
Rezistența electrică a metalelor crește cu temperatura iar a cărbunelui și a lichidelor scade cu cât temperatura lor crește. Rezistența electrică a cuprului crește cu 4% la o încălzire de 10°C. Modul cum variază rezistența electrică a unui conductor electric în funcție de temperatură se poate determina folosind următoarea relație: 
unde:
- {\displaystyle \Delta t} este variația temperaturii materialului;
- {\displaystyle \rho } este rezistivitatea materialului la temperatura {\displaystyle t_{0}}, numită și rezistența specifică a materialului;
- {\displaystyle \rho _{0}} este rezistivitatea materialului la 20°C;
- {\displaystyle \alpha } este coeficientul de variație a rezistenței cu temperatura (specific fiecărui material și reprezintă variația rezistenței de un ohm a conductorului respectiv la o creștere a temperaturii sale cu 1°C). Există materiale cu un coeficient de temperatură pozitiv (cele mai multe) și materiale cu un coeficient de temperatură negativ (a căror rezistență scade la creșterea temperaturii lor).